# Нова-Поненте
Нова-Поненте (итал. Nova Ponente) — коммуна в Италии, располагается в регионе Трентино — Альто-Адидже, в провинции Больцано.
Население составляет 3566 человек (2008 г.), плотность населения составляет 32 чел./км². Занимает площадь 112 км². Почтовый индекс — 39050. Телефонный код — 0471.
Покровителем коммуны почитается святой Ульрих (итал. sant'Uldarico), празднование в первое воскресенье июля. 

## Демография
Динамика населения:

## Администрация коммуны
- Официальный сайт: http://www.comune.novaponente.bz.it/